# Ectoedemia louisella
Ectoedemia louisella là một loài bướm đêm thuộc họ Nepticulidae. Nó được tìm thấy ở Đại Anh đến Ukraina, và từ Đen Mạch đến Ý.
Sải cánh dài 5–8 mm. Có hai thế hệ một năm với con lớn mọc cánh từ tháng 4 đến tháng 5, từ tháng 7 đến tháng 9 và tháng 10.
Ấu trùng ăn Acer campestre. Chúng ăn lá nơi chúng làm tổ. 